# La voix est libre
Chansons représentant la Belgique au Concours Eurovision de la chanson
Iemand als jij
(1993) Liefde is een kaartspel
(1996)
Singles de Frédéric Etherlinck
Faut pas croire
(1994) Day After Day
(1996)
La voix est libre est une chanson écrite et composée par Pierre Theunis et interprétée par le chanteur Frédéric Etherlinck et sortie en single en 1995. 
C'est la chanson représentant la Belgique au Concours Eurovision de la chanson 1995.

## À l'Eurovision

### Sélection
La chanson La voix est libre interprétée par Frédéric Etherlinck est sélectionnée le 6 mars 1995 par le radiodiffuseur wallon Radio-télévision belge de la Communauté française (RTBF), lors d'une finale nationale, pour représenter la Belgique au Concours Eurovision de la chanson 1995 le 13 mai à Dublin, en Irlande.

### À Dublin
Elle est intégralement interprétée en français, l'une des langues nationales de la Belgique, comme l'impose la règle de 1977 à 1998. L'orchestre est dirigé par Alec Mansion.
La voix est libre est la quatorzième chanson interprétée lors de la soirée, suivant Új név a régi ház falán (en) de Csaba Szigeti (eo) pour la Hongrie et précédant Love City Groove de Love City Groove pour le Royaume-Uni.
À la fin du vote, La voix est libre obtient 8 points et termine 20e sur 23 chansons,.

## Liste des titres
| 1. | La voix est libre   | Pierre Theunis                    | 3:18 |
| 2. | Les Rues de Londres | Frédéric Etherlinck, Kevin Morane | 3:50 |

## Classements

### Classements hebdomadaires
| Classement (1995)                       | Meilleure position |
| --------------------------------------- | ------------------ |
| Belgique (Wallonie Ultratop 50 Singles) | 21                 |

## Historique de sortie
| Pays      | Date | Format    | Label  |
| --------- | ---- | --------- | ------ |
| Belgique, | 1995 | CD single | Griffe |